# Lipservice
Lipservice es el séptimo álbum de estudio de la banda suiza de hard rock Gotthard, lanzado en 2005.

## Lista de canciones
| N.º   | Título                     | Letras                                    | Música                    | Duración |  |
| 1.    | «All We Are»               | Lee, Leoni, Scherer, Thomander, Wikstroem | Lee, Applegate, Thomander | 3:40     |  |
| 2.    | «Dream On»                 | Lee, Scherer                              | Lee, Applegate            | 3:26     |  |
| 3.    | «Lift U Up»                | Lee, Leoni, Thomander, Wikstroem          | Lee, Applegate            | 3:00     |  |
| 4.    | «Everything I Want»        | Lee, Leoni                                | Lee                       | 4:34     |  |
| 5.    | «Cupid's Arrow»            | Lee, Leoni, Thomander, Wikstroem          | Lee                       | 3:48     |  |
| 6.    | «I Wonder»                 | Lee, Leoni, Thomander, Wikstroem          | Lee, Applegate            | 4:25     |  |
| 7.    | «I'm Alive»                | Lee, Leoni, Scherer                       | Lee, Applegate            | 3:01     |  |
| 8.    | «I've Seen an Angel Cry»   | Lee, Leoni                                | Lee, Leoni, Applegate     | 4:49     |  |
| 9.    | «Stay for the Night»       | Lee, Leoni                                | Lee                       | 3:28     |  |
| 10.   | «Anytime, Anywhere»        | Lee, Leoni                                | Lee, Applegate            | 4:18     |  |
| 11.   | «Said and Done»            | Lee, Scherer                              | Lee                       | 3:24     |  |
| 12.   | «The Other Side of Me»     | Lee, Leoni, Thomander, Wikstroem          | Lee, Applegate            | 4:04     |  |
| 13.   | «Nothing Left at All»      | Lee, Leoni, Scherer                       | Lee                       | 3:58     |  |
| 14.   | «And then Goodbye»         | Leoni                                     | Leoni                     | 3:32     |  |
| 15.   | «Can't Stop» (bonus track) |                                           |                           | 4:05     |  |
| 48:47 |                            |                                           |                           |          |  |

Versión asiática (Avalon Records MICP-10355): bonus track

|     |                   |          |  |  |  |  |  |  |  |  |
| N.º | Título            | Duración |  |  |  |  |  |  |  |  |
| 13. | «Never Surrender» | 4:05     |  |  |  |  |  |  |  |  |

## Posición en las listas
Homerun debutó en el puesto #1 del chart suiza de ventas en 2005 y permaneció en ese lugar por una semana.
| Lista (2005) | Mejor posición |
| ------------ | -------------- |
| Austria      | 58             |
| Suiza        | 1              |

## Créditos y personal
- Gotthard - Arreglador
- Steve Lee - Composición, voz principal
- Leone Leoni - Composición, guitarra
- Freddy Scherer - Composición, guitarra
- Marc Lynn - Bajo
- Hena Habegger - Batería
- Nicolò Fragile - Teclados, arreglos de cuerdas
- Christian Ammann - Fotografía
- Martin Häusler - Diseño de arte
- Raymond Leveen - Compositor
- Ronald Prent - Ingeniero, masterización, mezcla, productor
- Rob Sannen - Asistente de ingeniero
- Fredrik Thomander - Compositor